# Koninklijke Nederlandse Pharmaceutische Studenten Vereniging
De Koninklijke Nederlandse Pharmaceutische Studenten Vereniging (K.N.P.S.V.) is een landelijke studievereniging in Nederland die de belangen behartigt van studenten in de farmacie en (bio-) farmaceutische wetenschappen.

## Karakteristieken
De K.N.P.S.V. is de overkoepelende organisatie van de vier (bio-)farmaceutische studieverenigingen in Nederland. Iedere student die lid wordt van een van deze studieverenigingen wordt automatisch (proef)lid van de K.N.P.S.V. De verschillende verenigingen zijn:
- G.F.S.V. "Pharmaciae Sacrum", van farmacie uit Groningen
- L.P.S.V. „Aesculapius”, van Bio-Farmaceutische Wetenschappen en farmacie uit Leiden
- U.P.S.V. "Unitas Pharmaceuticorum", van farmacie en College of Pharmaceutical Sciences uit Utrecht
- VCSVU, van farmaceutische wetenschappen uit Amsterdam

De vereniging organiseert activiteiten voor haar leden, en onderhoudt contacten met faculteitsbesturen, beroepsorganisaties, groothandels, industrie en buitenlandse studenten. Jaarlijks terugkerende activiteiten omvatten het Farmacie Hockeytoernooi, de Beleidsactiviteit, een Sportdag en het K.N.P.S.V.-Congres op Hemelvaartsdag, waarbij de bestuursoverdracht plaatsvindt. Daarnaast zijn er activiteiten die om het jaar georganiseerd worden, namelijk de Beroependag, de Dag van de Farmaceutische Industrie, de Educatieve activiteit en een skireis. Tot slot organiseert de K.N.P.S.V. het NK-Consultvoering en Snuffelstages en heeft de K.N.P.S.V. het verenigingsblad de “Folia Pharmaceutica”.

## Geschiedenis
De vereniging werd opgericht op 22 mei 1903 in de stad Leiden als Algemene Nederlandse Pharmaceutische Studenten Vereniging (A.N.P.S.V.). Zij bestond op dat moment uit vier afdelingen, namelijk “Luctor et Emergo” in Amsterdam, G.F.S.V. “Pharmaciae Sacrum” in Groningen, L.P.S.V. „Aesculapius” in Leiden en U.P.S.V. “Unitas Pharmaceuticorum” in Utrecht. De Amsterdamse faculteit werd in 1983 opgeheven en daarmee werd ook de Amsterdamse farmaceutische vereniging “Luctor et Emergo” opgeheven en ontbonden van de A.N.P.S.V.
In 2003 werd ter gelegenheid van het eeuwfeest het predicaat Koninklijk aan de vereniging verleend, waarna de vereniging haar naam heeft veranderd in "Koninklijke Nederlandse Pharmaceutische Studenten Vereniging". In 2018 is VCSVU, de studievereniging voor farmaceutische wetenschappen aan de VU, proeflid geworden en sinds 2020 is zij volwaardig lid. Sindsdien bestaat de K.N.P.S.V. wederom uit vier afdelingen.

## Interne structuur

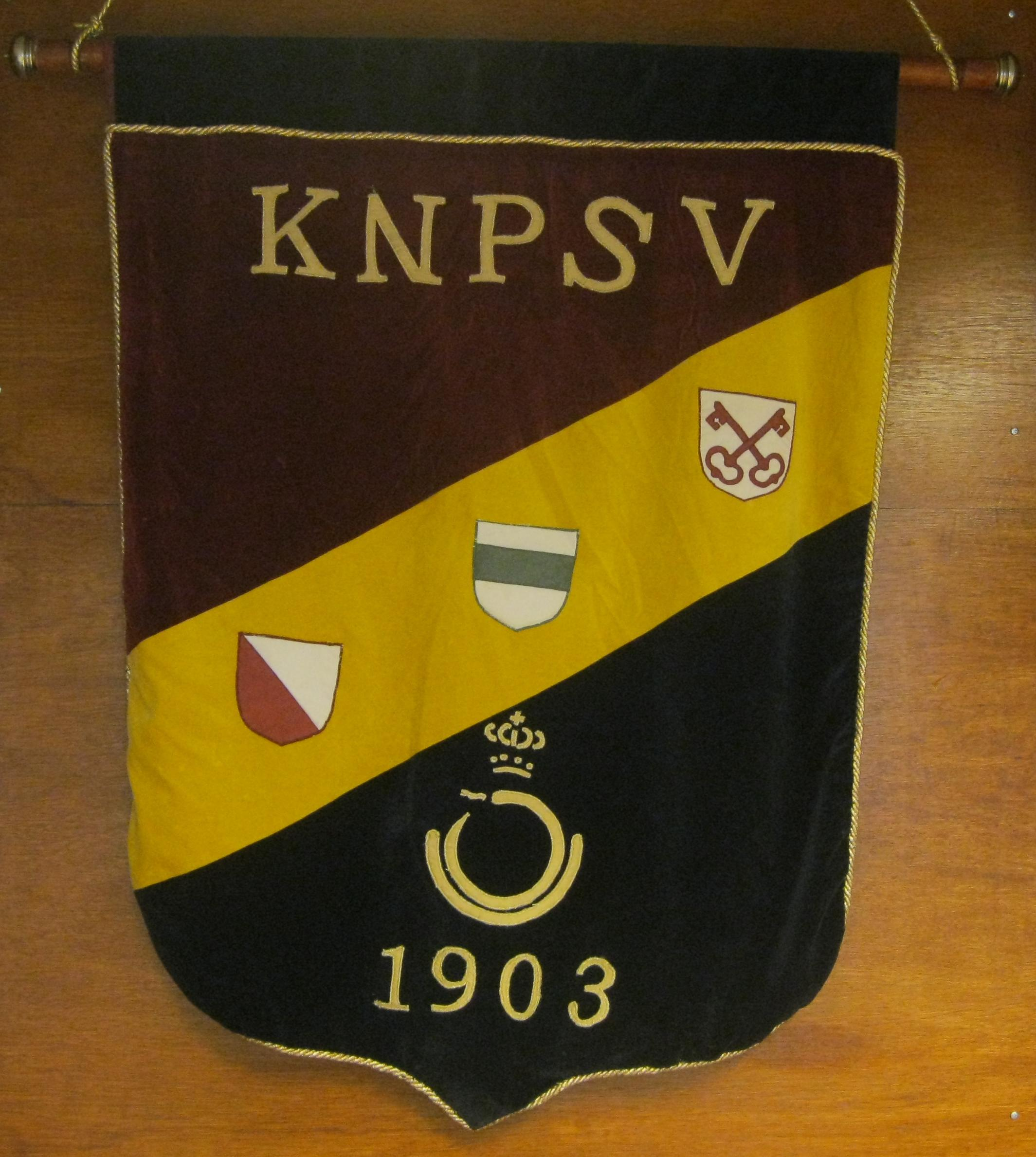
Vaandel der K.N.P.S.V.

De dagelijkse leiding van de vereniging ligt in handen van het bestuur. Dit bestuur bestaat uit een voorzitter, een secretaris, een penningmeester en daarnaast uit een commissaris buitenland en een commissaris algemene zaken. Het bestuur wordt wisselend gevormd door leden van een van de aangesloten afdelingen. De bestuursleden komen daarmee altijd uit dezelfde studentenstad. De wisseling van het bestuur vindt elk jaar plaats tijdens de AV op het jaarlijkse K.N.P.S.V.-congres tijdens hemelvaart.
De vereniging kent een dispuut, het Pharmaceutisch Vrouwen Dispuut "Hygeia". Dit dispuut werd in 2005 opgericht, en bestaat enkel uit vrouwen.

## Externe structuur
De studenten die lid zijn van de K.N.P.S.V. kunnen met hun buitenlandse collega-farmaciestudenten in contact komen op de internationale congressen van de European Pharmaceutical Students' Association en de International Pharmaceutical Students' Federation. Verder participeert de vereniging in een Student Exchange Program waarin het studenten de kans biedt om kennis te maken met de buitenlandse farmacie.
Aesculapius (UL) · Pharmaciae Sacrum (RUG) · Unitas Pharmaceuticorum (UU) · VCSVU (VU) 

Overkoepelende organisatie: Koninklijke Nederlandse Pharmaceutische Studenten Vereniging